# 大橋明
大橋 明（、1968年〈昭和43年〉6月6日 - ）は、日本のアクション監督、スタントマン、スーツアクター、俳優、モーションアクター。AAC STUNTS所属。
身長163cm。体重51kg。特技は空手、トランポリン。趣味はドライブ。ブルース・リーのファンであり、『ガメラ2 レギオン襲来』におけるガメラの演技にはブルース・リーを意識した部分があるとしている。

## 作品

### 映画
- 未来忍者 慶雲機忍外伝（1988年） - 片目
- ゼイラム（1991年） - イリア（森山祐子）吹き替え
  - ゼイラム2（1994年） - イリア（森山祐子）吹き替え
- 人造人間ハカイダー（1995年）
- あした（1995年） - 吹き替え
- ガメラシリーズ
  - ガメラ2 レギオン襲来（1996年） - ガメラ（スーツアクター）[1]、地下鉄の機動隊員、仙台の作業員
  - ガメラ3 邪神覚醒（1999年） - イリス（スーツアクター）[2][1]、トラウマガメラ（スーツアクター）[1]、渋谷の若者、守部龍成（小山優）吹き替え
  - 小さき勇者たち〜ガメラ〜（2006年） - スタント応援
- 学校の怪談3（1997年） - のっぺらかあさん[5]
- タオの月（1997年） - マリエン / アビラ / クズト（森山祐子）吹き替え[6]
- A・LI・CE（2000年） - モーションアクター[7]
- 死者の学園祭（2000年）[8]
- ゴジラシリーズ
  - ゴジラ×メガギラス G消滅作戦（2000年）
  - ゴジラ・モスラ・キングギドラ 大怪獣総攻撃（2001年） - キングギドラ（スーツアクター）[2][3][1]、焼津港・漁協職員[3]
- 人斬り銀次（2003年）[9]
- ゼブラーマン（2004年） - サダコゲルゲ[10]
- 鉄人28号（2005年）[11]
- 仮面ライダーシリーズ
  - 仮面ライダー THE FIRST（2005年） - スパイダー（スーツアクター）[2]
  - 仮面ライダー THE NEXT（2007年） - スタント
- スケバン刑事 コードネーム＝麻宮サキ（2006年） - スタント、アクションコーディネーター補佐
- シュガー&スパイス 風味絶佳（2006年） - スタント
- SPACE BATTLESHIP ヤマト（2010年） - スタント
- 琉神マブヤーTHE MOVIE 七つのマブイ（2011年） - アクション監督
- 寄性獣医・鈴音 GENESIS（2011年） - アクション監督[12]
- 寄性獣医・鈴音 EVOLUTION（2011年） - アクション監督[13]
- 篤姫ナンバー1（2012年） - アクション監督
- 牙狼〈GARO〉シリーズ
  - 牙狼〈GARO〉〜蒼哭ノ魔竜〜（2013年） - アクション監督
  - 牙狼外伝 桃幻の笛（2013年） - 監督、アクション監督
  - 牙狼〈GARO〉-GOLD STORM- 翔（2015年） - アクション監督
  - 媚空 -ビクウ-（2015年） - 監督、アクション監督
  - 牙狼〈GARO〉神ノ牙-KAMINOKIBA-（2018年） - アクション監督補
- 忍たま乱太郎 夏休み宿題大作戦!の段（2013年） - ワイヤースタントコーディネーター[14]
- VAMP（2019年） - アクション監督[15]
- ネズラ1964（2021年） - マンモスネズラ（モーションアクター）[16]
- 怪猫狂騒曲（2022年） - 化け猫（スーツアクター）
- HOSHI 35/ホシクズ（2023年） - ホシクズ（スーツアクター）[17]

### テレビドラマ
- 電光超人グリッドマン（1993年） - グリッドマン（スーツアクター ※第21話の十字架のシーンのみ）[18]
- 殴る女（1998年） - 奥貫哲夫
- 天然少女 萬（1999年）[19] - 吹き替え
- 鉄甲機ミカヅキ（2000年 - 2001年） - ミカヅキ凱（スーツアクター）、沙織タクティカル（スーツアクター）
- Sh15uya（2004年） - エマ（新垣結衣）吹き替え
- 牙狼〈GARO〉シリーズ
  - 牙狼〈GARO〉（2005年 - 2006年） - ホラー（スーツアクター）、ダンタリアン（スーツアクター）、素体ホラー（スーツアクター）、邪美（佐藤康恵）吹き替え
  - 牙狼〈GARO〉スペシャル 白夜の魔獣（2006年） - カラクリ＆スタント
  - 牙狼〈GARO〉〜MAKAISENKI〜（2011年 - 2012年） - アクション監督
  - 絶狼〈ZERO〉-BLACK BLOOD-（2014年） - アクション監督
  - 牙狼〈GARO〉-魔戒ノ花-（2014年） - 監督、アクション監督
  - 牙狼〈GARO〉-GOLDSTORM- 翔（2015年） - 監督
  - 牙狼〈GARO〉-魔戒烈伝-（2016年） - アクション監督
  - 絶狼〈ZERO〉-DRAGON BLOOD-（2017年） - アクション監督
- スカルマン ～闇の序章～（2007年） - アクション監督
- キューティーハニー THE LIVE（2007年 - 2008年） - アクション監督、スタント
- ロス:タイム:ライフ 第6節「ヒーローショー編」（2008年） - アクション監督
- 満福少女ドラゴネット（2010年） - アクション監督
- 非公認戦隊アキバレンジャー（2012年） - アクション監督
  - 非公認戦隊アキバレンジャー シーズン痛（2013年） - アクション監督
- 特捜最前線2012 爆破0.01秒前の女（2012年） - アクションコーディネーター[20]
- 衝撃ゴウライガン!!（2013年） - アクション監督
- 初森ベマーズ（2015年） - アクション監督
- 兄に愛されすぎて困ってます（2017年） - アクションコーディネーター[21]
- プラスティック・スマイル（2018年） - アクション・ポーズ指導[22]

### Webドラマ
- ウルトラマンオーブ THE ORIGIN SAGA（2016年 - 2017年） - アクション監督

### オリジナルビデオ
- 呀〈KIBA〉〜暗黒騎士鎧伝〜（2011年） - アクション監督補佐

### CM
- 任天堂「怪人ゾナー」（2000年） - ブドウ
- キリンビール「白麒麟」（2002年） - 雪だるま
- MS&ADインシュアランスグループホールディングス「GKシリーズ」（2010年） - ガメラ[23]

### MV
- GReeeeN「刹那」（2009年） - アクションコーディネーター[24]

### ゲーム
- バーチャファイター2（1994年、アーケード）
- バーチャファイター3（1996年、アーケード）
- 仮面ライダー（1998年10月1日、PS） - モーションアクター
- 仮面ライダーV3（2000年9月14日、PS） - モーションアクター
- METAL GEAR SOLID 2（2001年、PS2） - モーションアクター
- 鬼武者（2002年、PS2） - モーションアクター
- ウルトラマン（2004年、PS2） - モーションアクター
- METAL GEAR SOLID 3（2004年、PS2） - モーションアクター